# Martin Dobrizhoffer
Martin Dobritzhoffer (* 5. September 1718 in Friedberg, Böhmen; † 17. Juli 1791 in Wien; auch Martin Dobrizhofer) war als Jesuit und Missionar der Bahnbrecher der modernen Ethnologie.
Dobritzhoffer trat 1734 in Wien in den Jesuitenorden ein, der ihn 1748 als Missionar in die Jesuitenreduktionen im Gebiet des heutigen Paraguay entsandte. Er wirkte hauptsächlich im Gran Chaco und lernte dort das kriegerische Reitervolk der Abiponen kennen. 1768 kehrte er nach Wien zurück und war dort als Priester tätig. 1784 erschien in 3 Bänden sein in klassischem Latein geschriebenes Werk „Historia de Abiponibus“ über die Geschichte und Kultur Paraguays. Darin ging er auch auf die damaligen politischen Veränderungen in Südamerika und die 1759 beginnende Vertreibung der Jesuiten ein. Er verfasste damit ein wertvolles, zeitgenössisches Dokument über den jesuitischen Kolonisationsversuch, der für die Indianerbevölkerung verhängnisvoll endete.